# Яснополянское (Саратовская область)
Яснополя́нское — село в Калининском районе Саратовской области. Входит в состав Ахтубинского муниципального образования.

## История
В 1962 году указом Президиума Верховного Совета РСФСР село Бедняковка переименовано в Яснополянское.

## Население
| 2010 |
| ---- |
| 74   |

## Улицы
В селе имеется одна улица — Прудная.